# Worth the Weight
Worth the Weight è il sesto album in studio del gruppo heavy metal canadese Anvil, realizzato nel 1991.

## Tracce
1. Infanticide (7.40)
2. On the Way to Hell (6.04)
3. Bushpig (4.08)
4. Embalmer (6.53)
5. Pow Wow (6.00)
6. Sins of the Flesh (5.19)
7. A.Z. 85 (3.12)
8. Sadness / Love Me When I'm Dead (8.52)